# 2034 Бернули
2034 Бернули (2034 Bernoulli) је астероид главног астероидног појаса чија средња удаљеност од Сунца износи 2,246 астрономских јединица (АЈ).
Апсолутна магнитуда астероида је 12,9.